# Schloss Lössnitz
Schloss Lössnitz ist der bis heute bestehende Name, den der Oberlößnitzer Naturheilkundler Friedrich Eduard Bilz dem Haupthaus (Kurhaus II) seines Bilz-Sanatoriums gab. Es liegt im Radebeuler Stadtteil Oberlößnitz auf einem Teilstück des Weinbergs Albertsberg, in der Eduard-Bilz-Straße 55. Der Bau dient heute, genau wie die beiden benachbarten ehemaligen Kurhäuser, als Wohnanlage.

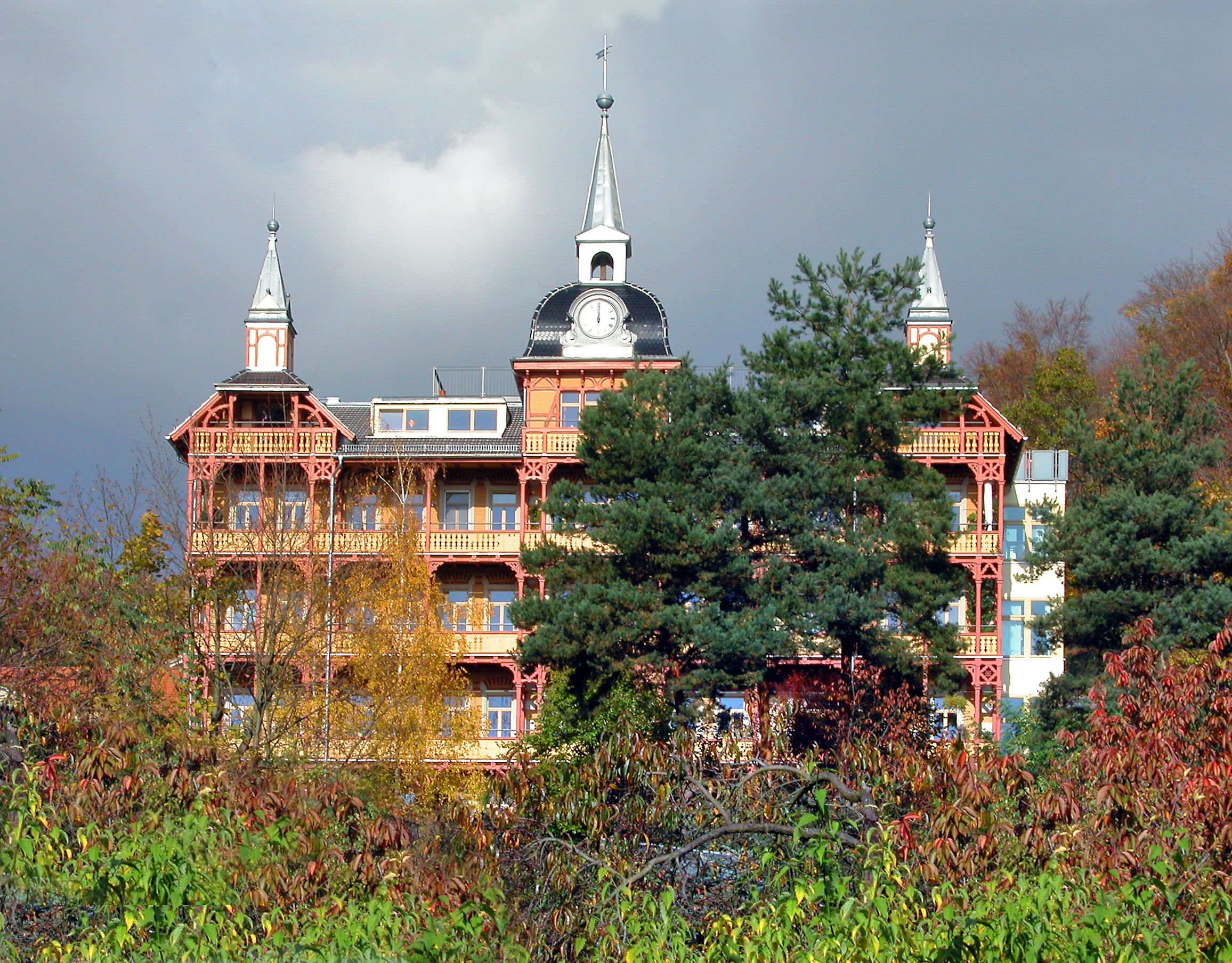
Schloss Lössnitz

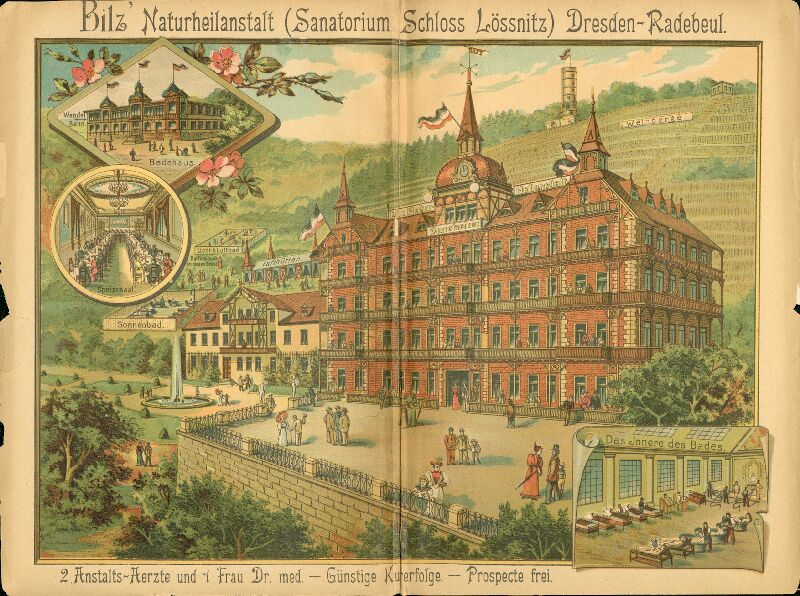
Bilz-Sanatorium 1897, im Vordergrund rechts: Schloss Lössnitz

Schloss Lössnitz, östliche Seitenansicht, Ansichtskarte um 1910

## Beschreibung
Das von Bilz Schloss Lössnitz genannte zweiflügelige Gebäude liegt mit der Hauptansicht nach Süden, der Seitentrakt schaut nach Osten auf den Weinberg. Der Entwurf stammt von den Dresdner Architekten Oscar Wend & Paul Eger, die Ausführungsplanungen von den Gebrüdern Ziller. Diese entwarfen ein viergeschossiges Kurhaus im Schweizerstil mit Verblendziegeln, die Fassade nach Süden erhielt über die gesamte Fläche galerieartige Holzbalkone vorgesetzt. Mittig im Dach sitzt ein Fachwerkturm mit Haube, Laternenaufsatz und spitzem Helm sowie einer Uhr, an den Gebäudeseiten stehen Eckrisalite mit Krüppelwalmgiebeln und Türmchen. Nach Süden hin erstreckt sich eine große Terrasse.
Im Inneren fand sich eine repräsentativ dekorierte Eingangshalle mit ionischen Wandpilastern, Konsolfriesen und Kassettendecke. Darüber hinaus schmückten reiche Stuckausstattungen die Räume.

## Geschichte

Bilz-Sanatorium, Gesamtanlage um 1900

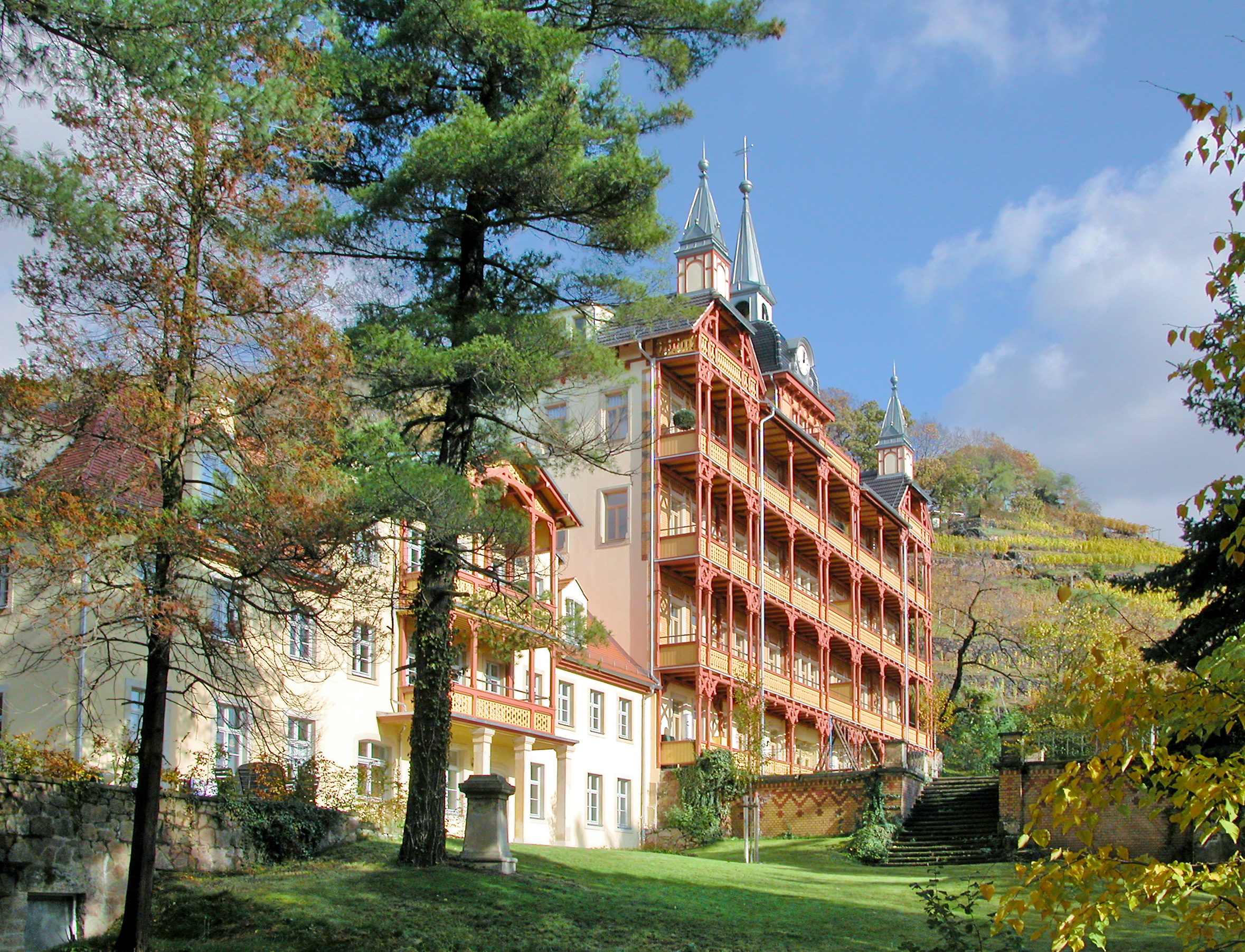
Bilz-Sanatorium Schloss Lössnitz (2008)

1890 zog Bilz von Dresden nach Oberlößnitz. Dort hatte er das Anwesen Strakenweg 86 (heute Eduard-Bilz-Straße 53) des Wiener Privatiers Richard Strubell auf einem Teilstück des Weinbergs Albertsberg oberhalb von Haus Albertsberg gekauft. In dem bestehenden klassizistischen Gebäude, das durch den Radebeuler Architekten Carl Käfer ein Zwerchhaus mit vorgelegten Balkonen bekam, eröffnete er 1892 ein kleines Sanatorium für seine Naturheilanstalt (später Kurhaus I, heute Eduard-Bilz-Straße 53) für anfangs 15 Patienten (Bilz-Sanatorium).
Da dieses Gebäude schnell zu klein wurde, ließ Bilz bis 1895 im Anschluss an das Kurhaus I nach Osten das Kurhaus II errichten, das sogenannte Schloss Lössnitz. Ab 1896 wurde das Badehaus (Kurhaus III, heute Eduard-Bilz-Straße 57), nach Norden hinter dem Kurhaus II im 45 Grad-Winkel, angebaut.
Am 12. Dezember 1893 stellte er den Bauantrag für einen Sanatoriumsneubau, der später zum Haupthaus für bis zu 70 Patienten werden sollte. Die Baugenehmigung erging am 3. November 1894, die Baurevision erfolgte am 5. September 1895.  Auf der Rückseite des Gebäudes standen und stehen viele kleinere Anbauten, die nach Plänen der Oberlößnitzer Gebrüder Ziller von diesen in fast jährlicher Abfolge verändert wurden.
Das Bilz-Sanatorium existierte bis 1941, dann wurde es durch die Wehrmacht beschlagnahmt und Schloss Lössnitz wurde zum Lazarett, mit dem Ende des Zweiten Weltkriegs beschlagnahmten es die Sowjets.
Zu DDR-Zeiten diente es als Internat und stand dann lange leer. Nach Sanierung des denkmalgeschützten Gebäudes in den 2000er Jahren sind dort Wohneinheiten untergebracht.